# Piotr Skarga

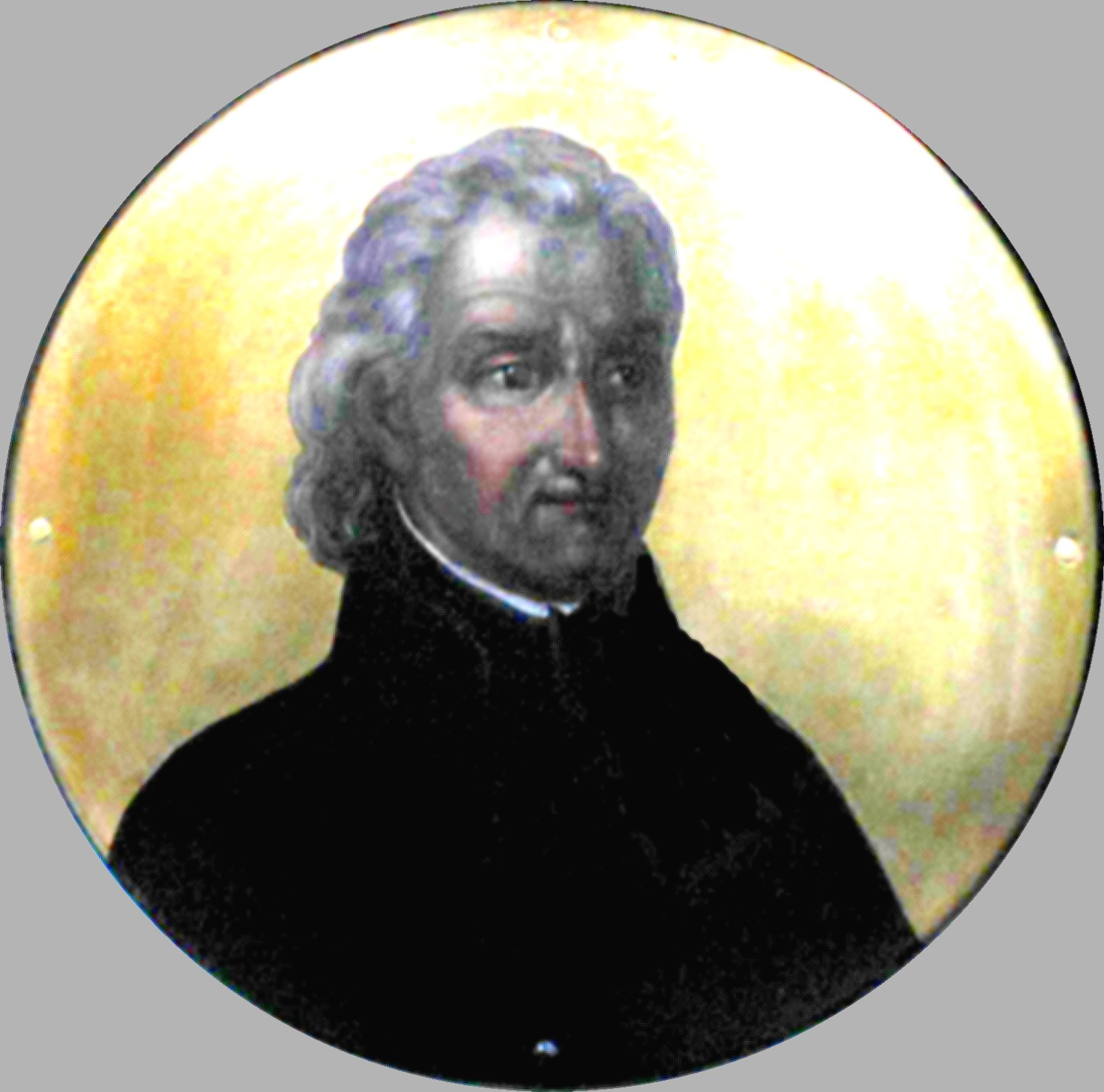
Piotr Skarga arcképe

Piotr Skarga (Grójec, 1536. – Krakkó, 1612. szeptember 27.) lengyel hitszónok.

## Életpályája
A krakkói egyetemen tanult. 1563-ban lelkész lett, s a lembergi érseki templomnál hamarosan kitűnt mint hitszónok. 1568-ban Rómába ment, ahol belépett a jezsuita rendbe. 1571-ben visszatért, s a Báthorytól (1578) akadémiává tett vilniusi kollégium, valamint a királytól újraalapított polacki és rigai kollégiumok rektora lett – s itt már a görög egyház unióján fáradozott.
Működésének a legfontosabb fejezete 1588-ban kezdődött, amikor mint III. Zsigmond udvari papja a protestantizmus ellen harcolt. Prédikációi részint egyenként, részint összegyűjtve 1595 óta többször megjelentek. Írásaiban kizárólag a lengyel nyelvet használta.